# 韋弗尼 (英國國會選區)
韋弗尼（英語：Waveney），英國國會一郡選區，包括英格蘭東部薩福克郡東北部，包括韋弗尼北部。本區創始於1983年。
本區1997年以前一直支持保守黨。在2010年大選中尋求連任、工黨的鮑伯·布里扎德被保守黨的彼得·奧爾德斯以40.2%的選票擊敗。